# کشک، افغانستان
کُشک (یا کوشک) (به لاتین: Kushk, Afghanistan) یک شهرک در افغانستان است که در ولسوالی کشک در ولایت هرات واقع شده‌است.ولسوالی کشک رباط سنگی که موقعیت آن، از جانب شرق با ولسوالی کشک کهنه و قسمتی به کوه‌های مربوط ولسوالی کرخ، سمت غرب با ولسوالی‌های گلران و زنده جان، از جانب شمال با کشور دوست ترکمنستان و از جانب جنوب به کوه بابا، بند بقرچر و ولسوالی انجیل می‌رسد.
حدود ۱۸۰۰۰۰ نفوس بوده که بیشتر نفوس آنرا اقوام ایماق (جمشیدی) تشکیل می‌دهند و مساحت آن حدود ۵۰۰۰ کیلومتر مربع تخمین گردیده‌است. این ولسوالی که در مرز ترکمنستان موقعیت دارد مرکز آن را رباط سنگی می‌نامند و دارای ۲۱۵ قریه خورد و بزرگ می‌باشد. بندر ترانزیت شهرک تورغندی، شامل ولسوالی کشک رباط سنگی بوده که از اهمیت خاصی برخوردار است. مسافه ۷۵ کیلومتر سرک عمومی (هرات – تورغندی)، طور پخته و اساسی است و حدود ۳۰۰ کیلومتر سرک خامه دارد که قریجات این ولسوالی را بهم پیوند می‌دهد. دریای عمومی آن بنام دریای کشک مشهور است که از منطقه کوهدامن زیارت بابا و ولسوالی کشک کهنه سرچشمه گرفته ساحه ۷۰ کیلومتر از ولسوالی کشک رباط سنگی را عبور می‌نماید و به خاک ترکمنستان منتهی می‌شود؛ لازم به یاد آوریست چهار رودخانه کوچک دیگر نیز درین ولسوالی وجود دارد. شغل و پیشه اکثر مردم در ولسوالی کشک رباط سنگی زراعت و مالداری بوده که محصولات مهم و منبع مهم درآمد شان را گندم، جو، نخود، کرابیه، عدس، خربوزه و هندوانه می‌سازد. تربیه مواشی نیز یکی از پیداوار مهم ولسوالی کشک رباط سنگی بحساب می‌آید؛ همه ساله تعداد هزاران راًس گوسفند، گاو و شتر به شهر هرات غرض فروش عرضه می‌گردد. ساحه اراضی آن ۷۰٪ زراعتی می‌باشد که اغلبآ ساحه للمی زار و ۱۵٪ آبی نیز می‌باشد. آبدات تاریخی این ولسوالی مزارات با سابقه طولانی و مشهور می‌باشند؛ از جمله می‌توان از مزار خواجه تلختان، زیارت بابا، خواجه سبزپوش، خواجه عالم، خلیفه رحمت، خلیفه عزیزان، لک لک خانه، خواجه نور، خواجه قلتان
چهل دختر و خواجه علم دار تورغندی نام برد. این آبدات تاریخی می‌توانند مًعرف هرات منحیث یک شهر توریستی در جهان باشند. و از جمله مناطق مشهور آن می‌توان ازدوغی سبزکی ،کاریزنو، ناحیه تگاب، ناحیه چهاردره، الاف، افتوو ومناطق پاکوه نام برد. این ولسوالی دارای ۵۶ باب مکاتب لیسه و متوسطه در بخش‌های ذکور و اناث، ۴ باب مراکز صحی انسانی، ۳ باب کلینیک حیوانی نیز می‌باشد.

## خصوصیات
شهر کُشْکْ ۱۷٬۴۷۹ نفر جمعیت دارد و ۱٬۰۶۸ متر بالاتر از سطح دریا واقع شده‌است.